# Saint Kitts en Nevis op de Olympische Zomerspelen 2016
Saint Kitts en Nevis nam deel aan de Olympische Zomerspelen 2016 in Rio de Janeiro, Brazilië. Zeven sporters behoorden tot de selectie in één discipline – atletiek – net als in 2012. De atleten, allen actief op sprintnummers, bereikten geen olympische finales. Kim Collins was de enige atleet die de eerste ronde overleefde en de halve finales van de 100 meter mannen bereikte.

## Deelnemers en resultaten
(m) = mannen, (v) = vrouwen 

### Atletiek
| Olympiër                                               | Discipline | Resultaat | Prestatie                                          |
| ------------------------------------------------------ | ---------- | --------- | -------------------------------------------------- |
| Antoine Adams V                                        | 100m (m)   | 54e       | serie 6: 8ste in 10,39                             |
| Kim Collins                                            | 100m (m)   | 17e       | serie 3: 4de in 10,18 halve finale 2: 6de in 10,12 |
| Brijesh Lawrence                                       | 100m (m)   | 62e       | serie 8: 8ste in 10,55                             |
| Antoine Adams                                          | 200m (m)   | 31e       | serie 10: 5de in 20,49                             |
| Antoine Adams Allistar Clarke Kim Collins Jason Rogers | 4x100m (m) | 15e       | serie 1: 7de in 39,81                              |
|                                                        |            |           |                                                    |
| Tameka Williams                                        | 200m (v)   | 57e       | serie 9: 6de in 23,61                              |